# Sherman Township (comté de Cass, Missouri)
Pour les articles homonymes, voir Sherman Township et Sherman.
Sherman Township est un township inactif du comté de Cass dans le Missouri, aux États-Unis,. Il est fondé en 1872 et baptisé en référence à William Tecumseh Sherman, un général américain.

## Source de la traduction
- (en) Cet article est partiellement ou en totalité issu de l’article de Wikipédia en anglais intitulé « Sherman Township, Cass County, Missouri » (voir la liste des auteurs).